# Commando (canción de Ramones)
«Commando» ("Comando" en español) es una canción del grupo estadounidense de Punk Rock, Ramones. Se trata de la canción número once, y se encuentra en la segunda placa del grupo, Leave Home de 1977.
Una de las peculiaridades más divertidas en legado discográfico de los Ramones es su predilección por las canciones con temas de películas de guerra: de hecho, su obra está llena de canciones con títulos como "Blitzkrieg Bop" o "All's Quiet on the Eastern Front" una de las más queridas es "Commando", que rápidamente se convirtió en uno de los pilares de los shows en vivo del grupo. La letra trata sobre un delirio bizarro de una élite de soldados cuyas las reglas que hay que seguir para unirse son: "La primera regla es: las leyes de Alemania/segunda regla es: ser amable con mamá/Tercera regla es: no hablar con comunistas/Cuarta regla: comer embutidos Kosher", los versos rebotan hacia arriba y abajo en una vertiginosa armonía, los Ramones le suma una fuerte dosis de punk.

## Otras interpretaciones
El grupo brasilero de hardcore punk, Ratos de Porão, incluyó la canción en su álbum Anarkophobia de 1994. Metallica grabó la canción como lado B del sencillo St. Anger de 2003.